# Annapolis
Annapolis là một chi nhện trong họ Linyphiidae.